# Napoli è tutta una canzone
Napoli è tutta una canzone è un film italiano del 1959, diretto da Ignazio Ferronetti.

## Trama
Napoli. Nicoletta, cantante e soubrette nel varietà, ritorna dopo tanti anni nella sua città natale e si innamora di un posteggiatore, suo amico di infanzia. Davide che di Nicoletta è l'impresario, non intralcia la sua scelta; la donna però è indecisa se rinunciare alla sua carriera per amore o continuare a cantare. Nicoletta alla fine decide di partire con Davide per l'America, Luciano non può fare altro che incassare la delusione.